# Alebroides kowali
Alebroides kowali är en insektsart som beskrevs av Irena Dworakowska 1997. Alebroides kowali ingår i släktet Alebroides och familjen dvärgstritar.
Artens utbredningsområde är Vietnam. Inga underarter finns listade i Catalogue of Life.